# Jeorjos Patulis
Jeorjos (Jorgos) Patulis (gr. Γεώργιος (Γιώργος) Πατούλης; ur. 14 maja 1961 w Atenach) – grecki samorządowiec i lekarz, w latach 2019–2023 gubernator regionu Akka. W latach 2006–2019 burmistrz Amarusion.        
Od 2020 do 2023 roku wiceprzewodniczący Europejskiego Komitetu Regionów.        

## Życiorys
Wraz z rodziną mieszkał w Chanii na Krecie. Jego rodzice rozwiedli się gdy miał dwa lata. Wraz z bratem uczył się w szkole z internatem, następnie zamieszkali razem z matką w Petralonie, jednej z dzielnic Aten. Pracował jako fotograf w prowadzonym przez matkę sklepie z sukniami ślubnymi. W 1981 roku rozpoczął studia na Wydziale Lekarskim Uniwersytetu Narodowego im. Kapodistriasa w Atenach. Obronił na tym uniwersytecie pracę doktorską w dziedzinie chirurgii ortopedycznej. Pełnił służbę wojskową jako oficer rezerwy lekarskiej. Po studiach pracował w zawodzie angażując się w organizacje związkowe. W 2000 roku ukończył Krajową Szkołę Zdrowia Publicznego.  
W 2004 roku założył Międzygminną Sieć Samorządowych Organów Opieki Zdrowotnej zrzeszającą 220 gmin członkowskich. W 2011 roku został prezesem Ateńskiego Stowarzyszenia Lekarskiego. W lutym 2018 roku wybrano go prezesem Greckiej Rady Turystyki Zdrowotnej.  

### Działalność samorządowa
W wyborach samorządowych w 1998 roku został wybrany radnym gminy Pefki. Po wyborach powołano go na przewodniczącego rady gminy. Uzyskał reelekcję w wyborach w 2002 roku. W wyborach samorządowych w 2006 roku uzyskał mandat burmistrza Amarusion z wynikiem 53,22% głosów. W 2010 roku uzyskał reelekcję w pierwszej turze otrzymując 56,44% głosów. W 2014 roku został wybrany na przewodniczącego Centralnego Związku Gmin Grecji (KEDE). W grudniu 2015 roku został wiceprzewodniczącym Rady Gmin i Regionów Europy (CEMR).
W wyborach samorządowych w 2019 roku został wybrany gubernatorem Attyki, wygrywając w drugiej turze z wynikiem 65,79% głosów. 29 sierpnia tego samego roku został zaprzysiężony na stanowisku. Na funkcji gubernatora zastąpił Renę Durou. W październiku 2019 został wiceprezesem Związku Regionów Grecji. W lutym 2020 roku został wybrany wiceprzewodniczącym Europejskiego Komitetu Regionów oraz przewodniczącym delegacji greckiej w tymże gremium.
8 października 2023 roku na funkcji gubernatora zastąpił go Nikos Hardalis.

## Życie prywatne
Jest żonaty, para ma syna.